# Csupaszszemű kakadu
A csupaszszemű kakadu (Cacatua sanguinea) a madarak (Aves) osztályának a papagájalakúak (Psittaciformes) rendjébe és a kakadufélék (Cacatuidae) családjába tartozó faj. Ez volt az első tudományosan leírt ausztráliai papagájféleség.

## Származása, elterjedése
Indonéziában, Pápua Új-Guinea déli részén és Ausztráliában honos. Ausztráliában a nyugati, keleti és északi populációi elszigeteltek. Tasmániába betelepítették.

## Alfajai
Ahogy John Gould leírta 1843-ban:
- C. s. sanguinea
- C. s. normantoni
- C. s. transfreta
- C. s. gymnopis

## Megjelenése
Ez a legkisebb kakadu: testhossza 36–40 centiméter, szárnyának fesztávolsága 56 centiméter. Csőre 3 centiméteres, a farka 14 centiméter, testtömege pedig 370–630 gramm, átlagosan 525 gramm. Más adatok szerint a testtömeg 480 és 800 gramm között változik.  A tojó és a hím nagyon hasonlít, a hímek kicsit nagyobbak. A tojó szemgyűrűje keskenyebb.
Tollazata és széles, rövid tollakból álló bóbitája fehér. A bóbita a fejtető meghosszabbodott tollaiból áll. Külső kormánytollainak alapja és belső zászlója sárga. Kantárján, fején, nyakán, begyén, hátán a tollak lazacszínűek; a fejtetőn, a kantár-és toroktájékon vannak feketés tollai is. Egyes alfajok feje, nyaka és melle halvány rózsaszín vagy narancssárga. Az írisze sötétbarna. Nevét a szeme körüli széles, szürkéskék, csupasz gyűrűről kapta. Csőre szaruszínű és kicsi. A fiatal egyedeknél a felső csőrkáva rövidebb, a szem alatti bőr szürkés, a szemgyűrű halványkék.
Hasonlít az ormányos kakadura és a turkáló kakadura. Az előbbitől azért könnyű megkülönböztetni, mert nincs narancssárga torokcsíkja. A normantoni alfaj egyedei kisebbek, mint a törzsváltozat; szárny- és faroktollaik enyhén barnásak. A gymnopis alfaj kék szemgyűrűi sötétebbek, alsó fülfedője sárgás.

## Hangja
Hangja három szótagú, gurgulázó körr-ör-rap...körr-ör-rap, aminek a végére erősen felviszi a hangot. Ha a madár izgatott, akkor nyersen rikácsol. Magas, visító hívóhangja nagyon hasonlít a sárgabóbitás kakaduéra. A nagy csapatok egyszerre visítoznak, így a hang kilométerekre elhallatszik. Játék közben nagyon hangos, körberepül, csőre és lába fel-le billegtetésével mutogatja magát.

## Életmódja

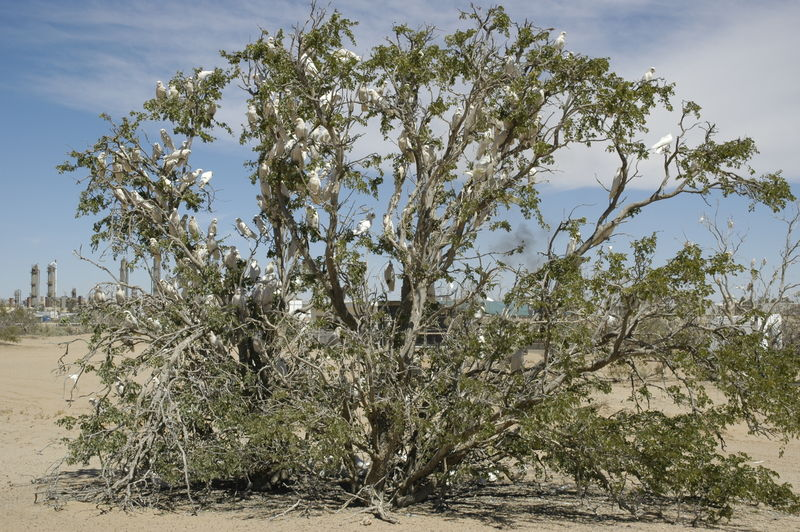
Egy kis raj csupaszszemű kakadu egy bokron üldögélve

Bár állandó vízforrásra szorulnak, sokféle élőhelyen megtalálhatók a parti erdőktől egészen a száraz és félszáraz vidékekig előfordul. Úgy tartják, hogy fontos szerepet játszottak a kontinens első felfedezőinek életében, mert ők vezették el a pionírokat a vízforrásokhoz. Megtalálható a füves területeken, a szántóföldeken, a fás szavannákon, a mangroveerdőkben, a galériaerdőkben és a keménylombú erdőkben. A városi élethez is alkalmazkodott, így a nagyobb városok környékén is megtelepül. A partvidékeken visszavadult populációi élnek.
Lapos szárnycsapásokkal, gyorsan repül. Röptét gyakran rövid siklás szakítja meg, és az így a galambok repülésére hasonlít.
A természetben többezres csapatokba áll össze. Ezek a csapatok befogadnak több más madárfajt, köztük a sárgabóbitás kakadukat, pirosfarkú hollókakadukat, és rózsás kakadukat is. Fán alszanak, és korán reggel onnan szállnak le táplálkozni, és csak késő este térnek vissza. A csapatok gyakran kilométereket repülnek a táplálkozóhelyekre és a sivatagos vidékeken naponta kétszer az itatókhoz.
Első útjuk az itatóhoz vezet, majd ivás után vonulnak tovább enni. A földön evő rajok egyfelé haladnak. A raj végéről és a közepéről néha felröppennek, hogy a menet  elejére szálljanak le. A legmelegebb időben árnyékba vonulnak, az árnyékot adó bokrot vagy fát azonban lecsupaszítják. Délután ismét esznek, majd újra elrepülnek az itatóhoz, mielőtt nyugovóra térnének. 
Egyik legfeltűnőbb tevékenysége a játék — ilyenkor a hátára fordulva felfelé álló lábakkal gallyakat forgat.
Főleg gyümölcsöket, magokat eszik; vad és termesztett növényeket egyaránt. Az állati eredetű eledelt sem veti meg. Ausztrália gabonaföldjein kártevőnek számít. Többnyire a földön, alkalmanként a fákon gyűjti táplálékát. Ha a földön eszik, sokszor kisebb lyukakat ás, így különösen a hasa lesz földes. A termesztett növények mellett egy elszaporodott gyomnövény, az Emex australia magvait is szívesen eszi, emiatt Ausztrália északnyugati részein védett. Városokban rendszeresen táplálkozik a sövényeken.
Ausztrália belsejében nomád életet él, csak a költés idejére telepszik le. A partvidéken és közelében élő egyedek állandó lakók. Létszáma többek között a Wheatbelt régióban gyarapodott gyorsan. Az újonnan meghódított területekről leginkább a turkáló kakadut szorítja ki.
Egy 1980-ban Sandringham közelében megfigyelt raj méretét több mint 6000 egyedre becsülték. Amikor leszálltak enni, egy teljes négyzetkilométert foglaltak el. Egy 1980-as években megfigyelt raj több mint 32 ezer egyedből állt, egy, az 1970-es években megfigyelt 60-70 ezer madarat számlált. Az alvófákat megrongálták, mivel pihenés közben csipegették a leveleket.
Az Ausztrália papagájait tanulmányozó Joseph M. Forshaw szerint a rajok növekedését a mezőgazdaság által kínált táplálékbőség okozza. Rendszerint májustól októberig van bőven fűmag, amit a nagy nomád rajok ki is használnak. Több részre szakadnak, hogy ezt a táplálékot jobban kihasználhassák. Ezek a kisebb rajok néhány száz egyedből állnak. Ahol egész évben cirokot termesztenek, ott az éves ritmus kimarad, és a rajok egész évben rájárnak a termésre.
Várható élettartama 40 év. 
|  |  |  |

### Szaporodása
Monogám természetű, a párba állás életre szól.
Májustól októberig szaporodik, és északon előbb kezd költeni, mint délen. A költési idő nagyon változó, az éghajlattól is függ. A költés idejére a párok kiválnak a rajból. Az udvarlás egyszerű: a hím felmeresztett bóbitával és lelapított kormánytollakkal pózol a tojó előtt és hajlongva hívogatja.
Faodúban, annak hiányában sziklaüregben vagy termeszvárban fészkel. A költőfák többnyire folyó vagy más víznyerőhely mellett állnak. Igyekszik minél magasabban levő odút választani.
Fészkelési ideje mintegy 1,5 hónap. A tojó 1,5-2 nap alatt 2-5 fehér tojást rak, és azokon párjával felváltva 21-24 napig kotlik. A fiókákat is együtt etetik. A kismadarak 45-50 nap múlva repülnek ki, és utána a szülők még hat hétig etetik őket.
Az inkakakaduéhoz hasonlít az a szokása, hogy időnként a rózsás kakadu fészkébe rakja tojásait. A rózsás kakadut a fészkéről elzavarja, de annak tojásait a sajátjaikkal együtt kikölti, fiókáit felneveli.

## Tartása
Robusztussága miatt a fogságot jól tűri: a londoni állatkertben már 1907-ben költött. A San Diegó-i Állatkertben egy szülőpár 1933 és 1966 között több mint 50 fiókát nevelt fel. Az 1960-as években bevezetett exporttilalom miatt Ausztrálián kívül viszonylag ritka. Tágas röpdében érzi jól magát, ahol a röpdét határoló vasrácsra fel tud mászni. Agresszív természete miatt más kakadufajokkal együtt nem tartható.
Könnyen szelídíthető, ezért szívesen tartják fogságban. Egy rossz tulajdonsága van, hogy nagyon hangos. A szavakat könnyen megtanulja, egyesek szerint ez a legjobban beszélő kakadu. Ha szorgalmasan tanítják, jelentős szókincset gyűjthet, és emiatt Ausztráliában gyakran tartják röpdében. A gazdájához nagyon tud ragaszkodni. A hideget jól bírja; fagymentes helyen átteleltethető.
Szeret a földön kapirgálni, ezért a bélférgek veszélyeztetik.

## Fordítás
Ez a szócikk részben vagy egészben  a   Little corella című angol Wikipédia-szócikk fordításán alapul.  Az eredeti cikk szerkesztőit annak laptörténete sorolja fel. Ez a jelzés csupán a megfogalmazás eredetét és a szerzői jogokat jelzi, nem szolgál a cikkben szereplő információk forrásmegjelöléseként.